# Nikołaj Kozłow (piłkarz wodny)
Nikołaj Nikołajewicz Kozłow (ros. Николай Николаевич Козлов, ur. 21 lipca 1972 w Szczerbince) – rosyjski piłkarz wodny. Trzykrotny medalista olimpijski.
Brał udział w czterech igrzyskach (IO 92, IO 96, IO 00, IO 04), na trzech zdobywał medale. W 1992 startował w barwach Wspólnoty Niepodległych Państw i zdobył brąz. Kolejne trzy starty dla Rosji przyniosły mu piąte miejsce (1996), srebro (2000) i ponownie brąz (2004). W 1994 2001 zajął trzecie miejsce na mistrzostwach świata. Był również medalistą mistrzostw Europy.